# 公园大道245号
公园大道245号（英語：245 Park Avenue），前称美国烟草公司大厦、美国布兰兹大厦及贝尔斯登大厦，是位于纽约市一栋648英尺（198米）高的摩天大楼。大楼完工于1967年，共有48层。该处曾是纽约中央大宫殿展览厅，于1964年被拆除。
2017年5月16日海航集團以為22.1億美元，每平方英尺1,227美元購入公園大道245號，大樓建於1967年，共45層，高198米，總面積15.8萬平方米，開發商為Uris Building Corporation。